# Moses Rosenkranz
Moses Rosenkranz (n. 1904, satul Berhomet, Bucovina, Imperiul Austro-Ungar, astăzi în raionul Cozmeni din Ucraina – d. 17 mai 2003, Kappel - Lenzkirch, Germania) a fost un poet evreu de limba germană, originar din ținuturile Bucovinei.

## Viața
Moses Rosenkranz a fost al șaselea copil din cei nouă copii ai unei familii evreiești neortodoxe, care trăia în sărăcie. Numele său la naștere a fost Edmund Hans Rosenkranz. De copil, a fost poliglot, vorbind limbile idiș, ucraineană, germană, poloneză și română. A adoptat numele de "Moses" ca semn de protest împotriva antisemitismului unuia dintre profesorii săi.
La mijlocul anilor '20 a început să publice versuri.
După decesul tatălui său, a muncit în Franța iar în anii '30 a lucrat ca traducător pentru Regina Maria a României, unde și-a cunoscut soția Ana.
În perioda 1941–1944 a fost internat de autoritățile antonesciene într-un lagăr de la Cernăuți, de unde a fugit în 1944 și în lagărul Tăbărești-Cilibia, unde a fost coleg de suferință cu Paul Celan.
După 1944 a lucrat pentru Crucea Roșie iar în 1947, după ce Bucovina a revenit sovieticilor, a fost deportat într-un Gulag în Siberia, Uniunea Sovietică, iar timp de 10 ani a fost considerat dispărut. 
În 1957 a revenit în România dar a fost din nou urmărit din motive politice.
În încercarea de a se pune la adăpost de agenții securității, care îl considerau un element ostil orânduirii socialiste, Rosenkranz a avut o tentativă inedită, aceea de a transforma cartea lui Stalin, Cursul scurt al Istoriei Partidului Comunist al Uniunii Sovietice, într-un poem.
În 1961 a emigrat în Republica Federală Germania. Până la sfârșitul vieții a trăit retras într-un sătuc din Regiunea Pădurea Neagră. În octombrie 1996, la vârsta de 92 de ani, poetul a orbit brusc iar trei ani mai târziu a încetat să mai vorbeacă. A trăit ca și rupt de lume, îngrijit de soția sa, decedând la 7 mai 2003.

## Scrieri
- Im Untergang – Ein Jahrhundertbuch, 1986. ISBN 3-88356-043-X
- Im Untergang II – Ein Jahrhundertbuch, 1988. ISBN 3-88356-143-6
- Bukowina – Ausgewählte Gedichte 1920–1997, 1998. ISBN 3-89086-828-2 (2. Aufl. 2004)
- Kindheit – Fragment einer Autobiographie, 2001 ISBN 3-89086-758-8 (4. Aufl. 2007)
- Visionen - Gedichte (Texte aus der Bukowina Bd. 14), 2007 ISBN 978-3-89086-728-1
- Jugend (Texte aus der Bukowina Bd. 26), 2007 ISBN 3-89086-692-1